# سای (خواننده رپ)
پارک جه سانگ(به کره‌ای: 박재상) (متولد ۳۱ دسامبر ۱۹۷۷ در کره جنوبی) که بیشتر با نام هنری‌اش سای (به کره‌ای: 싸이) شناخته می‌شود، رپر اهل کره جنوبی است.
او به خاطر آثار و ویدئوهای طنزآمیزش معروف است. هم‌چنین با تک‌آهنگ گانگنام استایل به شهرت جهانی دست یافت. سای در سال ۲۰۱۳ آهنگ جنتلمن را منتشر کرد.
جدیدترین آهنگ او به نام That That در مه ۲۰۲۲ منتشر شده‌است که موزیک ویدئو این اثر در یوتیوب نیز منتشر شده است. او با خواننده معروف شوگا (مین یونگی) رپر عضو گروه بی تی اس همکاری داشته است.

## مشکلات قانونی
سای در سال ٢٠٠١ به خاطر حمل و مصرف مواد مخدر دستگیر و به مدت ٢۵ روز حبس محکوم شد. 